# Silvânia (ort)
Silvânia är en ort i Brasilien.   Den ligger i kommunen Silvânia och delstaten Goiás, i den sydöstra delen av landet, 120 km sydväst om huvudstaden Brasília. Silvânia ligger 903 meter över havet och antalet invånare är 11 377.
Terrängen runt Silvânia är lite kuperad. Silvânia är det största samhället i trakten. 
Omgivningarna runt Silvânia är huvudsakligen savann. Runt Silvânia är det mycket glesbefolkat, med 7 invånare per kvadratkilometer.